# Haslam Heights
Die Haslam Heights sind ein Gebirge mit nordnordost-südsüdwestlicher Ausrichtung an der Loubet-Küste des Grahamlands im Norden der Antarktischen Halbinsel. Die Gipfel erreichen Höhen von rund 1000 m und ragen westlich des Vallot- und des Nye-Gletschers auf der Arrowsmith-Halbinsel auf.
Die erste Sichtung geht vermutlich auf Teilnehmer der Fünften Französischen Antarktisexpedition (1908–1910) unter der Leitung des Polarforschers Jean-Baptiste Charcot zurück. Der Falkland Islands Dependencies Survey nahm 1948 eine grobe Kartierung vor. Das UK Antarctic Place-Names Committee benannte sie am 13. November 1985 nach Rear Admiral David William Haslam (1923–2009), leitender Hydrograph der Royal Navy von 1975 bis 1985.